# Nesolagus
Genre
Le nesolagus est un genre de lapin qui comprend deux espèces :
- Nesolagus netscheri (Schlegel, 1880) -- Lapin de Sumatra
- Nesolagus timminsi Averianov, Abramov and Tikhinov, 2000